# Ralphie May

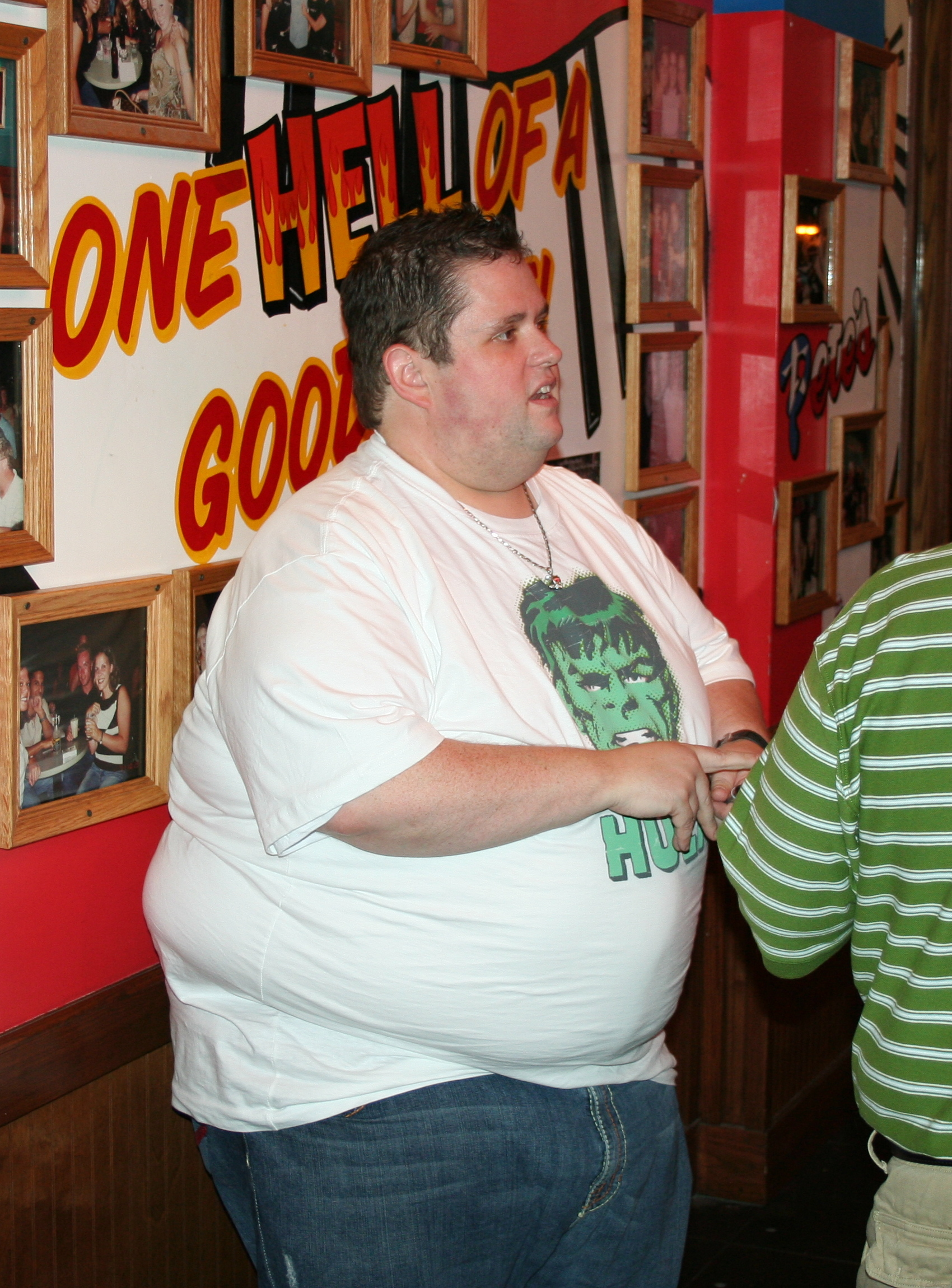
Ralphie May

Ralph Duren „Ralphie“ May (* 17. Februar 1972 in Chattanooga, Tennessee; † 6. Oktober 2017 in Las Vegas) war ein US-amerikanischer Comedian und Schauspieler.

## Leben und Karriere
May absolvierte die High School for the Performing and Visual Arts und zog dann in der Hoffnung, Karriere in der Unterhaltungsbranche zu machen, nach Los Angeles. 2003 nahm er an der ersten Staffel der Castingshow Last Comic Standing teil, in der er den zweiten Platz belegte und erst im Finale gegen Dat Phan unterlag. Danach trat er in Comedyshows wie The Wayne Brady Show und The Big Black Comedy Show auf. 2004 nahm May, der schon als Jugendlicher stark übergewichtig war, an der VH-1-Show Celebrity Fit Club teil, um sein Gewicht zu reduzieren.
2005 erschien sein erstes Bühnenprogramm Just Correct, dem die vier Comedy Central-Specials Girth of a Nation (2006), Prime Cut (2007), Austin-tatious (2008) und Too Big To Ignore (2012) folgten. Für Netflix agierte er in den Specials Unruly (2015) und Imperfectly Yours (2015).
May war seit 2005 mit seiner Kollegin Lahna Turner verheiratet, mit der er zwei Kinder hatte. Das Paar trennte sich 2015, blieb aber bis zu Mays Tod verheiratet. Am 6. Oktober 2017 erlitt May einen Herzstillstand in Folge einer Lungenentzündung.

## Filmografie
- 2002: For Da Love of Money
- 2003: Just Correct
- 2005: Big Black Comedy: Vol. 2 und 4
- 2006: Girth of a Nation
- 2007: Prime Cut
- 2007: Bangin' With Ralphie May
- 2008: The Best of Comics Unleashed With Byron Allen
- 2008: Austin-Tatious
- 2012: Too Big to Ignore
- 2013: Imperfectly Yours
- 2013: Squidbillies
- 2015: Unruly
- 2016: Inside Amy Schumer
- 2017: Penn & Teller: Fool Us